# Krainea Derajnea, Novohrad-Volînskîi
Krainea Derajnea (în ucraineană Крайня Деражня) este un sat în comuna Koseniv din raionul Novohrad-Volînskîi, regiunea Jîtomîr, Ucraina.

## Demografie
Componența lingvistică a localității Krainea Derajnea
     Ucraineană (99,28%)
     Alte limbi (0,72%)
Conform recensământului din 2001, majoritatea populației localității Krainea Derajnea era vorbitoare de ucraineană (99,28%), existând în minoritate și vorbitori de alte limbi.